# Tiệp dư

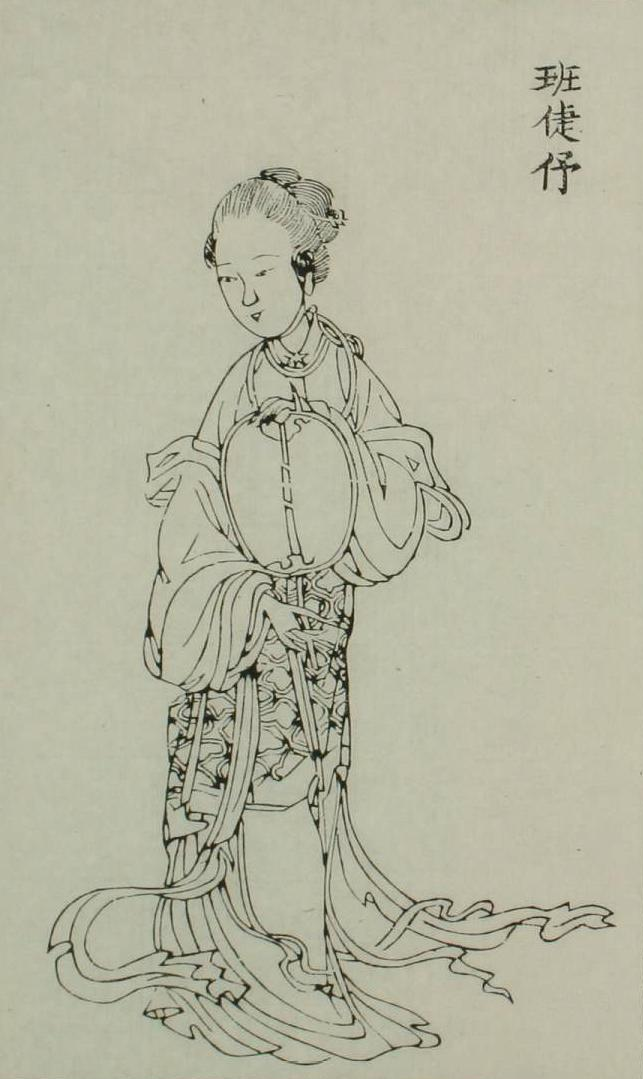
Ban Tiệp dư - một trong những Tiệp dư danh tiếng nhất.

Tiệp dư (chữ Hán: 婕妤 hoặc 緁伃; Bính âm: jié yú) là một cấp bậc phi tần trong hậu cung phong kiến của Trung Quốc và Việt Nam.

## Lịch sử
Vào thời nhà Hán, ban đầu hậu phi cấp bậc chỉ có Phu nhân, Mỹ nhân rồi Lương nhân. Đến đời Hán Vũ Đế, thiết lập Tiệp dư đứng đầu tần phi, thời Hán Nguyên Đế thì dưới Chiêu nghi, vị ngang Liệt hầu. Về ý nghĩa, Nhan Sư Cổ (颜师古) khi ghi chú sách Hán thư có nói:「"Tiệp, ngôn tiếp hạnh vụ thượng dã. Dư, mĩ xưng dã"」.
Thời Hán Chiêu Đế, Hiếu Chiêu Thượng Quan hoàng hậu của Hán Chiêu Đế nhập cung ban đầu phong Tiệp dư, sau đó mới lập làm Hoàng hậu. Trường hợp tương tự xảy ra với Vương Chính Quân thời Hán Nguyên Đế. Về sau, tước vị Chiêu nghi được tạo ra, thì Tiệp dư chỉ còn cao thứ 2 sau Chiêu nghi. Vào thời nhà Đường và nhà Tống, vị Tiệp dư thuộc hàng Chính nhị phẩm và Chính tam phẩm, sang thời nhà Minh và nhà Thanh thì chính thức bị hủy bỏ.
Ở Việt Nam, vị Tiệp dư có từ đời Lê Sơ, mẹ của Lê Thánh Tông là Ngô Thị Ngọc Dao vốn là Tiệp dư của Lê Thái Tông. Sau khi Lê Thánh Tông lên ngôi, thiết lập phân vị hậu cung, đã cho Tiệp dư đứng đầu hàng Lục chức là hàng thấp nhất trong hậu cung, dưới Tam phi cùng Cửu tần. Theo lệ, Lục chức ngoài Tiệp dư còn bao gồm: Dung hoa (傛華), Tuyên vinh (宣榮), Tài nhân (才人), Lương nhân (良人), Mỹ nhân (美人).
Vào thời nhà Nguyễn, vị Tiệp dư thuộc hàng thứ 6 trong 9 bậc cung giai, gọi là [Lục giai Tiệp dư; 六階婕妤].

## Nhân vật nổi tiếng
Trung Quốc
- Triệu Tiệp dư - hưu danh là Câu Dặc Phu nhân, sủng phi của Hán Vũ Đế, mẹ Hán Chiêu Đế Lưu Phất Lăng.
- Cung Ai Hoàng hậu Hứa Bình Quân-nguyên phối thê tử của Hán Tuyên Đế Lưu Tuân,sinh mẫu Hán Nguyên Đế Lưu Thích;bà rất nổi tiếng với điển tích Cố kiếm tình thâm (故劍情深),khi nhập cung sơ phong được phong Tiệp dư.
- Phó Tiệp dư - phi tần của Hán Nguyên Đế Lưu Thích, mẹ Định Đào Cung vương Lưu Khang,bà nội Hán Ai Đế Lưu Hân; cùng Phùng Tiệp dư là 2 người đầu tiên phong tước Chiêu nghi.
- Tiệp dư Phùng Viện - phi tần của Hán Nguyên Đế, mẹ Trung Sơn Hiếu vương Lưu Hưng,bà nội Hán Bình Đế Lưu Khản; cùng Phó Tiệp dư là 2 người đầu tiên phong tước Chiêu nghi.
- Ban Tiệp dư - phi tần của Hán Thành Đế.
- Hiền phi Từ Huệ - phi tần cuối đời Đường Thái Tông.

Việt Nam
- Quang Thục Hoàng thái hậu Ngô Thị Ngọc Dao - phi tần của Lê Thái Tông, mẹ sinh Lê Thánh Tông.
- Nguyễn Kính phi - phi tần của Lê Thánh Tông.
- Nhã Thuận Lễ tần Nguyễn Nhược Thị Bích - phi tần của Tự Đức nhà Nguyễn.